# Giovanna Fratellini
Giovanna Fratellini (1666 – 1731) fue una pintora barroca, nacida en Florencia como Giovanna Marrmocchini Cortesi, cambiando su apellido tras su matrimonio con Guiliano Fratellini en 1685.

## Biografía
Venía de una buena familia y fue una de las damas de la corte de Victoria della Rovere, la Gran Duquesa de Toscana, quien no escatimó recursos para su formación, llegando a tener como maestro a Domingo Gabbiani.
Se formó en la pintura y la música bajo los auspicios ducales. Sus obras consisten en pinturas al óleo, pastel y  miniaturas de esmalte, entre otras técnicas.  Se la conoce sobre todo por sus retratos pero también pintó mitologías, bacanales y temas históricos, como la Muerte de Lucrecia.
Después de formarse en el arte de la pintura en miniatura con el fraile capuchino y pintor Ippolito Galantini (1627-1706) y en la técnica de pastel con Domenico Tempesti (c.1655- 1737), pasó a perfeccionar su técnica con Anton Domenico Gabbiani, quien fue aceptado en la Academia de Dibujo de Florencia en 1706 y llegó a ser miembro de pleno en 1710.

## Retratos y encargos
Las obras con las que obtuvo más prestigio fueron los retratos, ámbito en el que fue considerada el máximo exponente de la elegancia del siglo XVIII. Sus retratos representan un modelo de refinamiento noble y virtuoso, como el de Ceilia Pazzi (1720), que forma parte de su serie damas jóvenes de la nobleza en poses características de adultos.

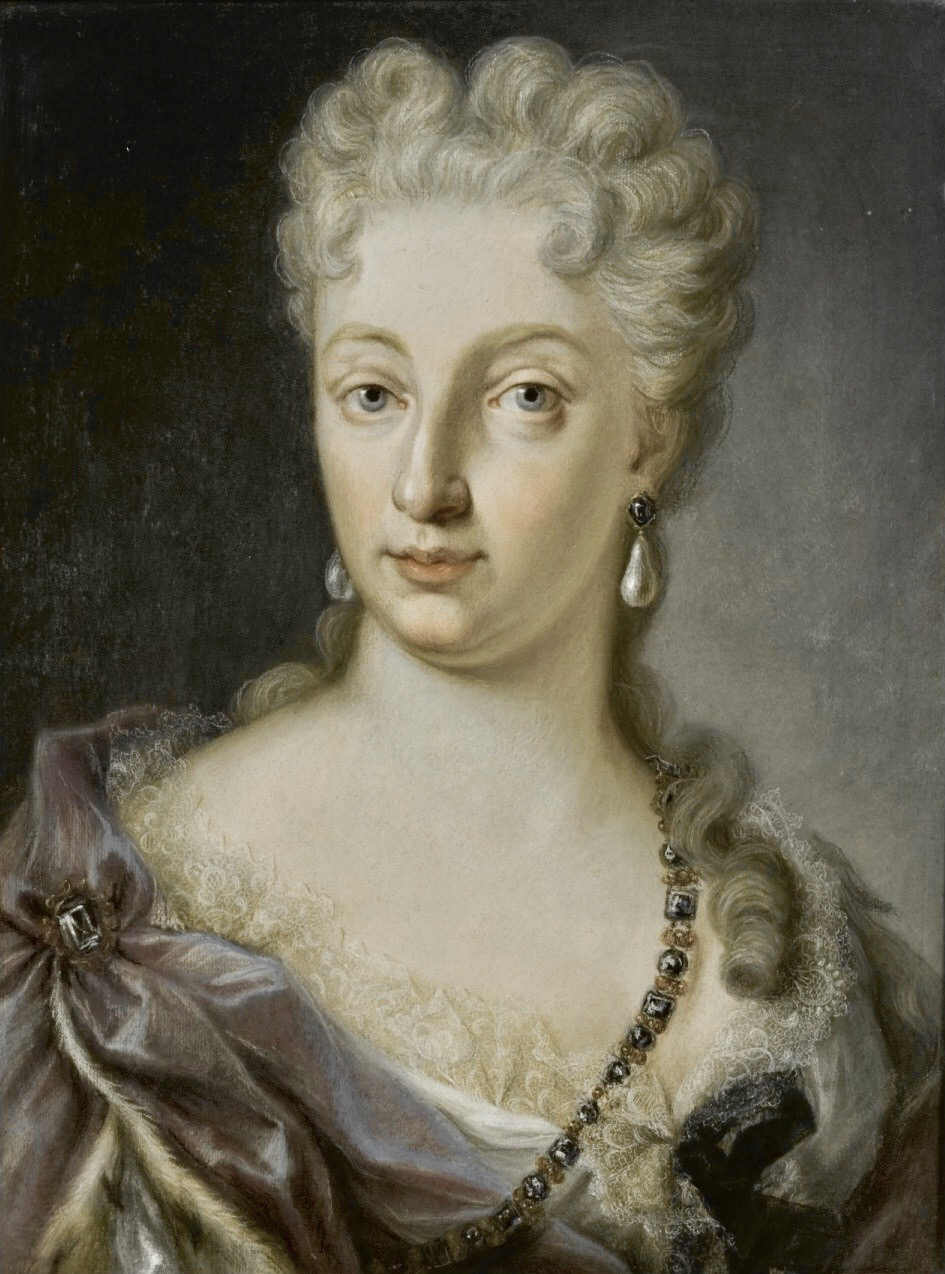
Retrato de Violante Beatrix

Además de retratos, Fratellini realizó también pinturas religiosas para Cosme III de Médici. También realizó encargos para el príncipe Fernando, obras de historia y piezas mitológicas en pastel. Sus encargos fueron facturados y registrados constando que llegó a recibir hasta 15 escudos por cada retrato terminado en pastel sobre papel. Violante Beatriz von Bayer, gobernadora de Siena y esposa del príncipe heredero de Toscana Fernando de Médici, le encargó retratar a muchas de las damas de la corte.
Violante Beatriz envió a Fratellini a Bolonia para retratar a María Clementina Sobieska, esposa del exiliado Jacobo Francisco Eduardo Estuardo, quien después encargó retratos de sus hijos. Después de su estancia en Bolonia viajó a Venecia para retratar a la cuñada de Violante Beatriz, Teresa Cunegunda Sobieska (1676-1730) y a la tía de María Clementina. 
Fratellini es comparada con frecuencia con la pintora veneciana Rosalba Carriera (1675-1757), a quien conoció durante su estancia en Venecia y por quien sintió una gran admiración.
Villa Petraia, una villa Medici en las afueras de Florencia, que se convirtió en la residencia del rey de Italia durante el breve periodo en que Florencia fue capital de Italia en 1870, conserva algunas de las obras más conocidas de Fratellini en pastel. También se pueden encontrar en la Galería Uffizi gran parte de los retratos encargados por la familia Médici.

## Profesora y mentora
Fratellini compartió experiencia con otras pintoras de su época, destacando Maria Maddalena Gozzi Baldacci y Violante Beatriz Siries Cerroti. Violante Beatriz Siries sustituyó a Fratellini, tras su muerte, como pintora de cámara.

## Autorretrato1720. Galería de los Uffizi
El autorretrato de Fratellini, en el que se representa a sí misma en el acto de pintar, conocido como "Autorretrato" de 1720 se encuentra en la Galería de los Uffizi. Se muestra en el corredor vasariano.  En este trabajo, es interesante observar que a pesar de que se muestra a la artista trabajando la técnica del óleo en una miniatura (la de Lorenzo Fratellini, quien murió dos años antes que la pintora), el trabajo se realizó al pastel. Se representa como una mujer de mediana edad atractiva y animada.